# Zala (woreda)
Pour les articles homonymes, voir Zala (homonymie).
Zala est un woreda du sud de l'Éthiopie situé dans la zone Gofa. Ce district reprend la partie nord de l'ancien woreda Zala Ubamale. Il a 74 369 habitants en 2007 et fait partie de la région des nations, nationalités et peuples du Sud jusqu'au transfert de la zone dans la région Éthiopie du Sud en août 2023. Son centre administratif est Galma.
Situé dans l'est de la zone Gofa, Zala est limitrophe de la zone Gamo.
Son centre administratif, appelé Galma ou Galam, se situe entre 1 200 et 1 300 m d'altitude, une vingtaine de kilomètres à l'est de Sawla,,.
|            |                  | Kucha    |
| Demba Gofa | Zala             | Deramalo |
|            | Uba Debre Tsehay | Kemba    |

Le recensement national de 2007 fait état de 74 369 habitants dans le district dont 3 % de citadins qui sont les 2 137 habitants de Galam.
Environ 64 % des habitants du district sont protestants, 16 % sont de religions traditionnelles africaines, 16 % sont orthodoxes et 0,5 % sont musulmans.
En 2022, la population du district est estimée à 99 690 personnes avec une densité de population de 137 personnes par km2 et 730 km2 de superficie.